# Jörg Michael Peters
Jörg Michael Peters, né le 17 avril 1960 à Sarrebruck (Sarre, Allemagne), est un prélat catholique allemand, évêque auxiliaire de Trèves depuis 2003.

## Biographie

### Formation et prêtrise
Après l'école secondaire, Jörg Michael Peters étudie la philosophie et la théologie à la Faculté de théologie de Trèves. Le 18 juillet 1987, il est ordonné prêtre par  Mgr Hermann Josef Spital (de). En 1990, il devient aumônier à Bendorf Saint-Médard et Weitersburg St. Marien, ainsi que secrétaire de Mgr Hermann Josef Spital (de) jusqu'en 1996. En 1991, il devient vicaire à la cathédrale Saint-Pierre de Trèves. En 1996, il est nommé aumônier de l'hôpital Saint-Pierre et Saint-Paul de Losheim. En 2001, il est élu membre du doyenné de Losheim.

### Épiscopat
Le 9 décembre 2003, le pape Jean-Paul II le nomme évêque titulaire de Forum Traiani et évêque auxiliaire de Trèves. Il reçoit sa consécration épiscopale de Mgr Reinhard Marx, en la cathédrale de Trèves, le 8 février 2004 ; ses co-consécrateurs sont alors Mgrs Hermann Josef Spital (de) et Leo Schwarz (de).
Au sein de la Conférence épiscopale allemande, Mgr Peters est membre de la Commission liturgie et de la Commission pour la jeunesse. Il est également vicaire épiscopal, chargé de la région de Coblence.